# Nikita Baranov
Nikita Baranov (Tallinn, Estonia, 19 de agosto de 1992) es un futbolista estonio. Juega de defensa y su equipo es el Paide Linnameeskond de la Meistriliiga.

## Selección nacional
| Selección            | Año       | Partidos | Goles |
| -------------------- | --------- | -------- | ----- |
| Selección de Estonia | 2015-     | 48       | 0     |
| Selección sub-19     | 2011-2012 | 5        | 0     |
| Selección sub-21     | 2015      | 7        | 1     |

## Clubes
| Club                   | País     | Año       | Partidos | Goles |
| ---------------------- | -------- | --------- | -------- | ----- |
| Flora Tallin           | Estonia  | 2010-2016 | 196      | 7     |
| Kristiansund BK        | Noruega  | 2017-2018 | 36       | 0     |
| Sogndal Fotball        | Noruega  | 2018      | 12       | 0     |
| PFC Beroe Stara Zagora | Bulgaria | 2019      | 16       | 0     |
| Alashkert F. C.        | Armenia  | 2019-2020 | 23       | 0     |
| Karmiotissa Polemidion | Chipre   | 2020-2021 | 24       | 0     |
| Ħamrun Spartans F. C.  | Malta    | 2021      | 0        | 0     |
| F. C. Pyunik           | Armenia  | 2021-2023 | 51       | 2     |
| Paide Linnameeskond    | Estonia  | 2024-     | 2        | 0     |

## Palmarés

### Títulos nacionales
| Título                  | Club         | País    | Año  |
| ----------------------- | ------------ | ------- | ---- |
| Meistriliiga            | Flora Tallin | Estonia | 2010 |
| Supercopa de Estonia    | Flora Tallin | Estonia | 2011 |
| Copa de Estonia         | Flora Tallin | Estonia | 2011 |
| Meistriliiga            | Flora Tallin | Estonia | 2011 |
| Supercopa de Estonia    | Flora Tallin | Estonia | 2012 |
| Copa de Estonia         | Flora Tallin | Estonia | 2013 |
| Supercopa de Estonia    | Flora Tallin | Estonia | 2014 |
| Meistriliiga            | Flora Tallin | Estonia | 2015 |
| Supecopa de Estonia     | Flora Tallin | Estonia | 2016 |
| Copa de Estonia         | Flora Tallin | Estonia | 2016 |
| Liga Premier de Armenia | F. C. Pyunik | Armenia | 2022 |